# Carlo Conti (Politiker, 1954)
Carlo Conti (* 1. Februar 1954 in Basel) ist ein Schweizer Rechtsanwalt und ehemaliger Politiker (CVP). Er war von 2000 bis 2014 Regierungsrat des Kantons Basel-Stadt und Vorsteher des Gesundheitsdepartements (bis 2005 Sanitätsdepartement).

## Leben
Conti bestand 1973 die Matur am Basler Wirtschaftsgymnasium und studierte darauf bis 1978 Jurisprudenz an der Universität Basel. Nachdem er 1982 das Anwaltspatent erhalten hatte, war er bis 1985 als solcher tätig. Bis 2000 war er bei Hoffmann-La Roche als Leiter der Rechtsabteilung angestellt. Conti ist verheiratet und Vater von drei Kindern.

## Politik
Politisch aktiv wurde Conti 1978, als er Geschäftsführer der CVP Basel-Stadt wurde. Von 1983 bis 1992 sowie von 1997 bis 2000 vertrat er die CVP im Grossen Rat. Von 1991 bis 1999 präsidierte er die CVP Basel-Stadt. 2000 wurde er in den Regierungsrat gewählt, 2004, 2008 und 2012 im Amt bestätigt. Von 2011 bis zu seinem Rücktritt 2014 präsidierte er die Schweizerische Konferenz der kantonalen Gesundheitsdirektorinnen und -direktoren.
Am 7. Januar 2014 informierte er die Öffentlichkeit über Unkorrektheiten bei der Abrechnung von seit 2005 bezogenen Honoraren in der Höhe von insgesamt 111'000 Franken und gab überraschend seinen Rücktritt auf Ende Juli bekannt. Das von der Staatsanwaltschaft Basel-Stadt in der Folge eröffnete Verfahren wegen Betrugs wurde im April 2015 eingestellt, da die Ermittlungen gezeigt haben, dass der Tatbestand des Betrugs nicht erfüllt ist und Conti den entstandenen Schaden in der Zwischenzeit vollumfänglich behoben hatte.

## Weitere berufliche Tätigkeit
Mitte Juli 2014 wurde Conti in den Verwaltungsrat der RehaClinic-Gruppe gewählt. Seit August 2014 ist er Konsulent der Basler Anwaltskanzlei Wenger Plattner. Mitte August 2014 wurde Conti Verwaltungsratspräsident der Schmerzklinik Basel AG (Teil der Privatklinikgruppe Genolier Swiss Medical Network SA). Seit Juni 2015 ist Conti zudem Präsident von Basel Tourismus.